# هتل‌های آلوفت
هتل‌های آلوفت (انگلیسی: Aloft Hotels) شرکت مهمان‌نوازی آمریکایی است، که در سال ۲۰۰۵ تأسیس شد.